# Сизавет
Сизавет (арм. Սիզավետ) — село в Ширакской области Армении.

## Население
Изменение населения:
| Год     | 1873 | 1897 | 1926 | 1931 | 1939 | 1959 | 1970 | 1979 | 1989 | 2001 | 2004 |
| Жителей | 294  | 729  | 1031 | 481  | 1300 | 345  | 321  | 303  | 375  | 318  | 379  |

## Экономика
Население занимается животноводством, выраживает зерновые и кормовые культуры.

## Историко-культурные объекты
В селе расположена имеет церковь Аменапркич. Школа имени прозаика Патвакана Гукасяна. В Сизавете родился поэт, переводчик Акоп Мовсес.